# Sqrrl
Sqrrl Data, Inc. est un éditeur de logiciel américain spécialisée dans l'analyse de données Big Data et en cyber-sécurité, fondée en 2012. Elle était connue pour ses liens avec la NSA. Sqrrl a participé à la création, et contribue activement à Apache Accumulo ainsi qu'à d'autres des projets Apache liés. Le principal produit de Sqrrl est sa plate-forme d'identification des cyber-menaces, conçue pour la détection active des Apt (Advanced persistent Threats). Elle a été achetée par AWS en janvier 2018.

## Vue d'ensemble
La plupart des fondateurs de Sqrrl ont précédemment travaillé pour la NSA ; Ely Kahn, ancien directeur de la Cybersécurité à la Maison Blanche, en est également le cofondateur,. La plateforme Sqrrl s'appuie sur la base donnée open source Apache Accumulo. Le développement d'Accumulo a commencé en 2008 et les sources ont été ouverts en 2011; Sqrrl a été créé à l'été 2012 dans le but d'adapter Accumulo aux besoins de la cybersécurité. À ce jour, Sqrrl a amassé plus de 14 millions de dollars d'investissements. Sqrrl a été fondée à Washington, DC, mais a rapidement déménagé à Cambridge, dans le Massachusetts après avoir reçu 2 millions de dollars de financement d'Atlas Venture.

### Plate-forme d'identification des menaces
Le principal produit de Sqrrl est une plate-forme visuelle d'identification des cyber-menaces qui combine des technologies telles que l'analyse du comportement des utilisateurs et des entités. Utilisateur, entité, ressources et données d'événement sont combinés dans un graphique de comportement que les utilisateurs utilisent pour répondre aux incidents de sécurité ainsi que pour rechercher des menaces non détectées. Sqrrl s'intègre dans les systèmes de Sécurité de l'Information et de la Gestion des Événements (SIEM), tels que QRadar d'IBM. La plate-forme intègre également des techniques d'apprentissage automatique et d'évaluation des risques.

## Le financement et distinctions
En août 2012, Sqrrl a annoncé un investissement de 2 millions de dollars lors du premier tour de table "seed" mené avec Accomplice et Matrix Partners.
En octobre 2013, Sqrrl reçu une somme de 5,2 millions de dollars en Séries A conduit par Accomplice et Matrix Partners.
En février 2015, Sqrrl reçu 7,1 millions de dollars en Séries B pour ses outils d'analyse des données liées.